# 柳生心眼流
柳生心眼流（やぎゅうしんがんりゅう）は、日本の伝統武術の流派とされている。

## 概要
現代に伝わる柳生心眼流には大きく分類して東北伝、江戸伝（柳生心眼流荒木堂）がある。
東北伝においては竹永隼人（直入）兼次（金次）を開祖としており、江戸伝においては荒木又右衛門を開祖と伝えている。東北伝では当身技を中心とする特異な内容の柔術が伝えられており、江戸伝においては古式からなる甲冑柔（鎧組打ち）が伝承されている。
系統によって伝える内容は異なるが、体術（柔術）・剣術・居合術・棒術・薙刀術などを含み、更に江戸伝では大太刀を遣う技法も伝えられている。
流派の先師に小山左門という継承者がおり、各地の伝承を紐解いていくと、必ず小山左門の名前が各柳生心眼流の伝承に出てくる。
つまり、各地に伝承されている柳生心眼流は、全て小山左門からの流れを汲んでいる。その意味で小山左門は中興の祖とも呼ばれている。通常であれば、本流、分流とに分かれ、冠する流派の名前も違うものである。当流も伝承された経緯により兵法・兵術・兵法術・體術など名乗りは異なっている。
なお、昭和時代に伊藤伝治なる人物が「山本和三郎（荒木堂第九世）より居合術の部分相伝を受けた。」と自称し、柳生心眼流居合なる流派を立ち上げ、名古屋、京都において活動しているが、全くの詐称であり、本件柳生心眼流とは一線を画す必要がある。

## 流儀の歴史
東北伝においては、戦国時代、羽州庄内出身の羽州帯刀が神眼流を開き、これを奥州仙台の竹永隼人が学んだ。竹永隼人は神眼流・首座流・神道流・戸田流を学んだ後、江戸に出て柳生宗矩より柳生新陰流を学び柳生心眼流を開いたと伝えられる。
江戸時代の仙台藩では複数の系統に分かれて伝承され、剣術流派となった系統や槍術流派となった系統、柔術や棒術を伝えて捕手術の流派となった系統など、伝える武術も系統により異っていたようだ。また、仙台藩以外に、盛岡藩や支藩の八戸藩にも剣術を中心とする系統と甲冑組打を中心とする系統が伝わり、八戸と三戸には同流の奉納額が納められており、現在も拝観することができる。この伝は少なくとも幕末のあたりまで伝承されている。また、後者の江戸時代末期から明治にかけての伝承者である新渡戸十次郎は、『武士道』の著者そして旧五千円札紙幣の肖像の人物として著名な新渡戸稲造の父親である。
当流継承者である小山左門が江戸にて伝えた流れは江戸（浅草）に伝承され幕末に至って新徴組に属した大島一学が出ている。講道館柔道創始者・嘉納治五郎も一時期大島に学んだ（正式入門であったかは不明）。この系統は現在、神奈川県及び東京都に伝承されている。
伊予史談会文庫所蔵の1827年（文政10年）頃に作成された剣術英名録『撃剣名家録』には、摂津国の麻田藩（某誌で「原文では「播州麻田藩」と記されているが摂州の誤り」とあるのは誤り。原文の摂州の崩し文字が読めなかっただけ。現在の大阪府豊中市あたり）の家中に柳生心眼流の剣術家がいたことが記されている。この伝承はのちに、広島県に伝えられ、少なくとも明治期に至るまで、同地で柔術などが多くの若者に教授された。現地には現在も奉納額が残されている。なお、この麻田藩の伝承はさきの小山左門の系統に連なるものと思われ、幕末期から明治にかけて活躍した後藤柳生斎は、江戸、大阪を中心に広くその技を伝えている。この流れは一名「後藤派柳生流」とも称せられ、合気道創始者・植芝盛平が堺で中井正勝よりこれを学び、その師と思われる坪井政之輔名義の、初段・中段が一つになった巻物を得ている（現在、合気会より一般公開された免状からは初段の表記だけが確認できる）。なお、当時大阪では坪井の他、後藤門下と思われる二人の師範がそれぞれ柳生流柔術（一部に剣術も。なお、さきの中井正勝は鏡新明智流の剣術家でもあった）を教授していたことが確認されている。
発祥地である宮城県での伝承は、幕末から明治にかけて活躍した星貞吉によって、登米市迫町新田を中心としてその大きな礎が形作られた。星貞吉の伝承は日本武術にはめずらしい、当身拳法を中心とした体系であり、その特異性を現在まで見ることができる。近年まで、創始者・竹永隼人（晩年は「直入」と号す）が柳生心眼流を教授した桃生郡にもその伝承（遠藤繁四郎伝など）が代々伝えられていたという。だが、宮城県から岩手県にかけて現在まで伝えられている同流は、そのほとんどがさきの星貞吉を淵源とする伝承と言え、大きく三系統が活動している。

### 柳生心眼流體術
江戸伝に連なる後藤柳生斎の次代となる大島一学正照は、江戸末期から明治にかけて同流を教授したが、江戸期の伝承は関西方面（兵庫）と江戸（小伝場町近辺）でそれぞれその伝承が確認される。その後、先述のとおり新徴組に参加してのち、明治となって、山岡鉄舟の援助で東京に道場を開き同流を教授。これを学んだ星野天知は明治文壇で活躍した人でもあり、女子武道を工夫して、明治女学校などで教授している。なお、星野には『柳生心眼流 練武の秘伝も語る』という著書がある。星野の修行時代とほぼ同時期、のちの講道館柔道創立者である嘉納治五郎が、大島の元でわずかな期間、棒術の手ほどきを受けたことが嘉納自身の手記によって明らかとなっている。なお、星野の先輩格で、大島から免許皆伝を受けた者に山岸正高がおり、山岸もまた、東京都近在で同流の教授を行っていたことがその発行伝書などによって確認されている。山岸の伝承は現在、その道統が伝わっているのかは知られていないが、星野の伝（江戸伝）は神奈川県鎌倉市・神奈川県逗子市方面で受け継がれ、また、現在の荒木堂宗家が栃木県へ居住したことにより、現在は栃木方面においても教授されている。なお、さきの大島伝の江戸での道統はのちに北陸へ伝えられたが現在の消息は知られていない。関西方面での伝承は依藤忠八郎、大二郎親子によって伝えられて後に東北伝の師範の1人である相澤富雄にその伝は伝承される事となる。なお、島津兼治という人物が相澤富雄の後継者を名乗り、一時期「関西伝宗家」とも自称していたが、伝授期間が７年弱とあまりに短いこと（また、この伝授期間というのも客観的事実の裏付けが無く、入門帳や切紙等の伝書等の証明も無い）、生前一度も相澤富雄より後継の証となる巻物や認可状その他一切の類を明示しなかったこと、本人の自称以外の物的証拠が一切無いこと等から以前から正統性が疑問視されており、現在は関西伝は相澤富雄の死去によって失伝したというのがおおよその見解である。
合気道開祖・植芝盛平は若かりし頃、大阪府堺市で教授を行っていた中井正勝の道場で柳生心眼流を学び坪井政之輔から初段免状を得ている。

## 系譜

### 東北伝
- 竹永隼人(開祖)
- 吉川市郎右衛門
- 伊藤久三郎
- 小山左門(中興祖)
- 相沢忠之進東軒
- 千葉義祐
- 星貞吉(東北伝近代祖)

#### 星清右衛門系
- 星清右衛門
  - 星彦十郎
    - 星清作
    - 星精一
    - 星則男
    - 星徳一

  - 星彦十郎
    - 佐藤長蔵(藤里･瀬峰)
    - 佐藤長蔵

  - 星彦十郎
    - 星國雄
      - 星裕文

- 高橋彦吉（新田・星貞吉の相伝者。）
  - 鈴木兵吉
    - 斎田茂七（南郷）
    - 安部睦男（南郷）
    - 武田軍虎（鹿島台）
    - 遠山国男(鹿島台)

### 江戸伝
- 柳生十兵衛
- 荒木又右衛門
- 小山左門(中興祖)
- 松尾織右衛門
- 前原源太左衛門
- 岩本長右衛門
- 後藤柳生斎
- 大嶋一学正照(近代祖)
- 星野天知
- 石川八代次
- 山本和三郎
- 藤定武夫
- 武藤正雄
- 梶塚靖司